# شبی با عشق سابرینا
شبی با عشق سابرینا (انگلیسی: Una noche con Sabrina Love) فیلمی در ژانر کمدی-درام به کارگردانی آلخاندرو اگرستی است که در سال ۲۰۰۰ منتشر شد.

## بازیگران
- سیسیلیا روت
- جانکارلو جانینی
- نورما آلیاندرو
- توماس فونسی
- چارلی گارسیا
- اندی موشیاتی